# Cruz de Cedro
Cruz de Cedro är en ort i kommunen Sultepec i delstaten Mexiko i Mexiko. Samhället hade 133 invånare vid folkräkningen 2020.